# Siphonopidae
Siphonopidae là một họ động vật lưỡng cư trong bộ Gymnophiona. Họ này có 23 loài.

## Hình ảnh

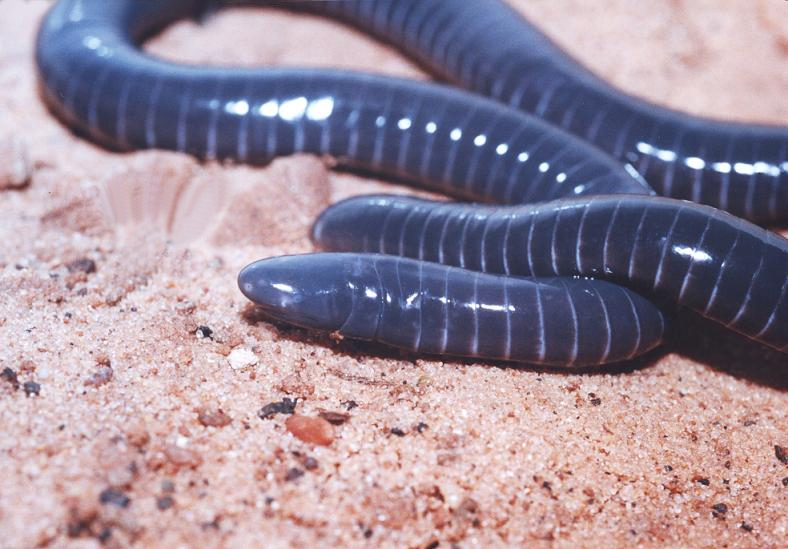
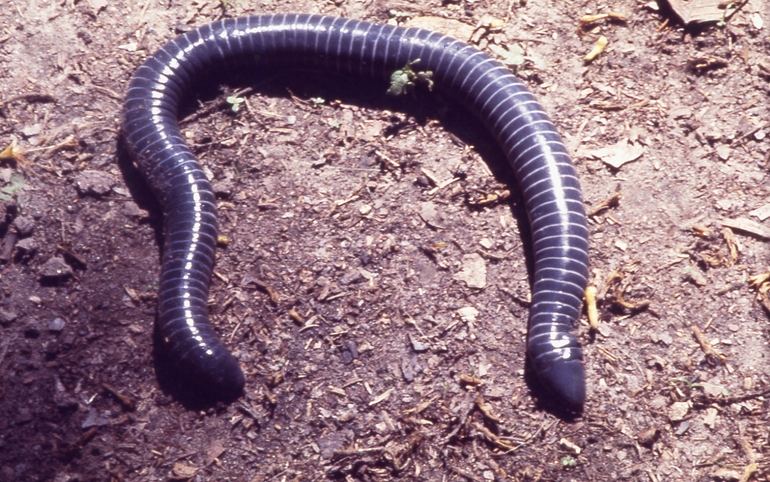
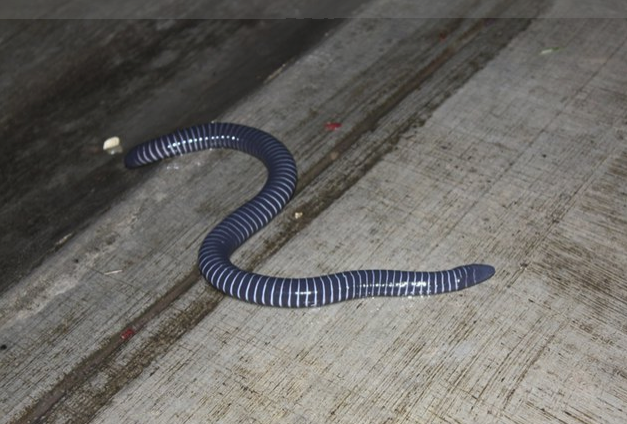

## Phân loại học
Họ Siphonopidae gồm các chi sau:
- Brasilotyphlus Taylor, 1968
- Caecilita Wake & Donnelly, 2009
- Luetkenotyphlus Taylor, 1968
- Microcaecilia Taylor, 1968
- Mimosiphonops Taylor, 1968
- Parvicaecilia Taylor, 1968
- Siphonops Wagler, 1828